# Alberht da Ânglia Oriental
Alberht (também Ethælbert ou Albert; governou 749 - cerca de 760) foi um governante do reino da Ânglia Oriental no século VIII. Ele compartilhou o reino com Beonna e possivelmente Hun, que pode não ter existido. Ele ainda pode ter sido rei por volta de 760. Ele é registrado pelo Museu Fitzwilliam e pelo historiador Simon Keynes como Æthelberht I.
Os historiadores aceitaram que Alberht foi uma figura histórica real, possivelmente herdeiro de Ælfwald. Com a morte de Ælfwald em 749, o reino foi dividido entre Alberht e Beonna, que talvez fosse um mércio e que assumiu a liderança na emissão de moedas do reinado e na manutenção de uma aliança militar com Etelbaldo, rei da Mércia. Alberht governava na Ânglia Oriental quando Etelbaldo foi assassinado em 757, após o que Beornredo governou por um ano na Mércia, antes de Offa tomar o poder dele. A evidência da única moeda descoberta de Alberht indica que ele tinha autoridade suficiente para emitir sua própria moeda, um grau de independência que logo foi eclipsado pelo rápido crescimento do poder de Offa na Ânglia Oriental.

## Contexto
Alberht da Ânglia Oriental tornou-se rei depois que seu predecessor Ælfwald morreu em 749, após governar por 36 anos. Durante o governo de Ælfwald, a Ânglia Oriental desfrutou de crescimento sustentado e estabilidade, embora sob a autoridade sênior do rei da Mércia Æthelbald, que governou seu reino de 716 até ser assassinado por seus próprios homens em 757. Ælfwald foi o último da dinastia Wuffingas, que governou a Anglia Oriental desde o século VI. A linhagem da Ânglia Oriental na coleção da Ânglia, que provavelmente foi compilada em 725 ou 726 durante o reinado de Ælfwald, lista a linha real da Ânglia Oriental, de Ælfwald ao deus germânico Woden.